# Staatsschuldenquote in Portugal
Die Staatsschuldenquote Portugals gibt das Verhältnis zwischen den portugiesischen Staatsschulden einerseits und dem portugiesischen nominalen Bruttoinlandsprodukt andererseits an.

## Entwicklung in den letzten Jahren
Die Staatsschuldenquote Portugals stieg aufgrund der Finanzkrise zwischen 2008 und 2013 an. Entsprach die Staatsverschuldung von 123,3 Mrd. Euro Ende 2008 einer Staatsschuldenquote von 71,7 %, so erreichte die Staatsschuldenquote Ende 2013 angesichts eines Schuldenstandes von dann inzwischen 213,6 Mrd. Euro einen Wert von 128,9 %.

## Prognostizierte Entwicklung
Der Internationale Währungsfonds geht davon aus, dass die Staatsschuldenquote Portugals bis Ende 2019 bei einem Schuldenstand von dann 237,7 Mrd. Euro auf 119,3 % zurückgeht. Damit würde Portugal das Maastricht-Kriterium von höchstens 60 % weiterhin verfehlen.